# Go! (Band)
Go! war eine aus New York stammende Hardcore-Band.

## Geschichte
Go! wurde 1989 vom Fanzine-Autor und Sänger Michael Bromberg nach seinem Weggang von SFA gegründet wurde. Die Band veröffentlichte während ihres kurzen Wirkens eine Reihe EPs sowie zwei Alben; eine der EPs (Your Power Means Nothing) wurde von Don Fury produziert. Die Band absolvierte mehrere Touren durch Europa und die USA und war im autonomen New Yorker Zentrum ABC No Rio involviert. Etwa 1992 trennten sich Go!.
2006 reformierten Bromberg und Gitarrist Aaron die Band mit neuen Mitmusikern und spielten bis 2011 in unregelmäßigen Abständen Konzerte. Während dieser Zeit wurden zwei weitere EPs veröffentlicht.

## Stil
Die Band war bekannt für ihre direkten, humorvollen wie sarkastischen Texte und das Behandeln von Themen wie Schwulen- und Lesbenrechte, Feminismus, Antisexismus und Gewalt. Sänger Bromberg ist einer der wenigen schwulen Musiker in der Hardcore-Szene, was zu einer Einordnung der Band unter den Begriff „Queercore“ führte.

## Diskografie
- 1989: The Word Is Go! (EP, Noo Yawk Rehkids)
- 1989: And the Time Is Now (EP, Noo Yawk Rehkids)
- 1990: Your Power Means Nothing (EP, King Fish Records)
- 1990: Root Canal (Live-EP, Rebound)
- 1990: Split Tour EP (Split-EP mit Bad Trip, Skene! Records)
- 1990: Why Suffer? (EP, Forefront Records)
- 1991: There Is No Man (EP, Tasty Records)
- 1991: Only Sheep Need a Leader (Live-EP, Power is Boring)
- 1995: Existence (Kompilation, Epistrophy)
- 2006: Reactive (EP, Eigenveröffentlichung)
- 2007: What We Build Together (EP, Refuse Records)